# TSV 1861 Straubing
Der Turn- und Sportverein 1861 Straubing oft auch nur kurz TSV Straubing ist ein deutscher Sportverein aus Straubing mit den Sportarten Fußball, Tennis, TurnenSkisport und ehemals auch Eishockey. Die Fußballer waren zuletzt in den 1950er Jahren über ein Jahrzehnt hinweg zweitklassig. Seither ging es abwärts und der Verein hat nach einer Insolvenz Anfang der 2010er Jahre seine Aktivitäten dauerhaft eingestellt.

## Geschichte
Der Verein wurde am 12. August 1921 als 1. FC Straubing gegründet. Die Straubinger Fußballer standen am Ende der Saison 1938/39 in der Aufstiegsrunde zur Gauliga Bayern, der damals höchsten Spielklasse. Hier scheiterte der TSV jedoch in seiner Gruppe als Letzter. In der folgenden Saison widerfuhr den Straubinger Fußballern mit dem erneuten Scheitern in der Aufstiegsrunde zur Gauliga dasselbe Schicksal. Erst als die Gauligen kriegsbedingt zur Spielzeit 1944/45 noch weiter untergliedert wurden, stiegen die Straubinger in die Gauliga Oberpfalz-Niederbayern auf, in der jedoch kein Spiel mehr ausgetragen wurde.
Nach dem Ende des Krieges schloss sich der 1. FC mit dem TV Jahn 1861 zum TSV Straubing zusammen. Die Fußballer des TSV Straubing wurden einer höheren Liga zugeteilt. Zwar war dies nicht die neugebildete erstklassige Oberliga Süd. Doch schon 1946 fand sich der TSV in der zweitklassigen Amateurliga Südbayern. In der Saison 1947/48 gelang dem TSV als siebter der Liga knapp die Qualifikation für die eingleisige Amateurliga Bayern. Hier trafen die Straubinger erstmals auf große bayerische Mannschaften wie die SpVgg Fürth, den FC Wacker München oder den 1. FC Bamberg. Am Ende der Spielzeit 1948/49 stand ein guter siebter Platz von insgesamt 16 Mannschaften. Die folgende Saison war erneut eine Qualifikationssaison. Denn als neuer eingleisiger Unterbau zur Oberliga Süd sollte es ab 1950 die II. Division geben. Mit dem dritten Platz schaffte der TSV als einer von fünf Vertretern der bayerischen Amateurliga den Sprung in die neue Spielklasse.
Der neuen II. Division gehörte der TSV ununterbrochen elf Jahre lang an und verpasste damit lediglich die letzten zwei Jahre des Bestehens dieser Spielklasse. Vier Mal landete der TSV dabei in der vorderen Tabellenhälfte auf einstelligen Plätzen: Gleich in der ersten Saison 1950/51 stand ein siebter Platz zu Buche, dem ein Jahr später sogar ein sechster Platz folgte. Diese Platzierung konnte 1954/55 sogar wiederholt werden 1959/60 folgte noch ein achter Platz, ehe schließlich 1961 unter dem zu Saisonbeginn neuverpflichteten Trainer, dem FC Bayern-Altnationalen Jakob „Jakl“ Streitle der Abstieg in die Drittklassigkeit folgte.
In der Amateurliga Bayern stand der TSV dann fast immer auf vorderen Plätzen. In der 1962/63 wurden die Straubinger sogar bayerischer Meister. Lediglich das folgende Jahr brachte mit dem 15. Platz eine schlechte Platzierung, danach folgten vier Spielzeiten mit vorderen Plätzen, zuletzt 1967/68 ein dritter Platz. In der folgenden Saison kam es dann erneut zu einem Absturz, dieses Mal auf den 16. Platz. Noch ein Jahr später bedeutete derselbe Platz dann den Abstieg in die Viertklassigkeit.
Es sollte zwölf Jahre dauern, ehe der TSV in die höchste bayerische Liga, die inzwischen zur Amateur-Oberliga Bayern geworden war, zurückkehrte. Nach einem guten siebten Platz in der Saison 1982/83 folgte bereits 1984 der Wiederabstieg.
Das letzte Mal Landesliga-Fußball wurde in der Saison 2001/02 am Straubinger Peterwöhrd gespielt. Nach dem Abstieg aus der Landesliga Mitte im Jahre 2002 folgte nach jahrelangen finanziellen Turbulenzen und Führungswechseln der Abstieg bis auf Kreisebene. 2012/13 spielte die 1. Herrenmannschaft des TSV in der neuntklassigen Kreisklasse. Im Dezember 2012 stellte der Verein einen Insolvenzantrag, die ausgetragenen Spiele wurden darum offiziell nicht gewertet.

## Persönlichkeiten
Spieler
- Josef Parzl, 1955 bis 1968, Juniorennationalspieler
- Otto Ernst, 1940er bis 1960er beim TSV, B-Nationalspieler 1954
- Werner Liebschwager, 1950–52, später Vizemeister mit VfB Stuttgart
- Oskar Hartl, Stürmer 1954–55, später 1860 München und VfB Stuttgart
- Rudolf Netzel, Torwart, 1964–66, Amateurnationalspieler
- Manfred Eiben, Torwart, 1979–81
- Alfred Steinkirchner
- Werner Steinkirchner
- Markus Weinzierl

Trainer
- Heiner Stuhlfauth, Nationaltorwart und Meister mit Nürnberg war von 1929 bis 1931 und 1932/33 Trainer
- Alfred Kohlhäufl, Spielertrainer 1979–84, 1989/90, 1990/91, 2000–02
- Jakob „Jakl“ Streitle, 1960–61
- Emil Izsó, 1956/57
- Árpád Medve, 1954–56
- Georg Bayerer, 1964/65, 1966/67

## Eishockey
Als bayerischer Kreisliga-Meister gehörte der TSV bei Einführung der 1948/49 zweitklassigen Landesliga zu den Gründungsmitgliedern und konnte so seine Zweitklassigkeit beibehalten. Mit drei BKL-Meisterschaften ist der TSVS Rekordmeister dieser Liga. Zu den größten Erfolgen gehört 1971 der Aufstieg in die Eishockey-Oberliga (2. Liga). Aus der ehemaligen Eishockeyabteilung des TSV Straubing ging 1981 der EHC Straubing hervor, der heute als Straubing Tigers firmiert.

### Erfolge
| - Aufstieg in die Oberliga/2. Liga 1971 - Aufstieg in die Regionalliga/3. Liga 1970 - Bayerischer Vizemeister 1969 - Aufstieg in die Bayernliga (4. Liga) 1968 - Aufstieg in die Bayerische Landesliga II. Liga 1948 | - Bayerischer Kreisliga-Meister II. Liga 1948 - Aufstieg in die Bayerische Landesliga III. Liga 1960 - Bayerischer Kreisliga-Meister IV. Liga 1960 - Aufstieg in die Bayerische Landesliga IV. Liga 1965 - Bayerischer Kreisliga-Meister 1965 |  |